# Joseph-Henri Girot de Langlade
Pour les articles homonymes, voir Famille Girot de Langlade.
Joseph-Henri Girot de Langlade, baron Girot et 2e baron de Langlade, né le 16 novembre 1782 à Issoire et mort le 14 avril 1856 à Paris, était un magistrat, haut fonctionnaire, sous-préfet puis député du Puy-de-Dôme de 1834 à 1845, pair de France en 1845 et conseiller général du Puy-de-Dôme de 1852 à 1856.

## Biographie

### Famille
Membre de la famille Girot de Langlade, Joseph-Henri Girot est le fils de Joseph Girot (1742-1789), docteur en médecine et échevin de la ville d'Issoire, et de Marie-Louise-Alexandrine Libois, dite aussi Libois de Montguichet. Il épouse en premières noces le 30 mai 1808 à Issoire Marie-Françoise-Pauline Favard de Langlade (décédée sans postérité), unique enfant de Guillaume-Jean Favard de Langlade, baron de Langlade, et en secondes noces en 1841 Pauline Tezenas du Montcel dont il eut deux enfants : Henri-Joseph et Anne-Marie-Françoise qui épousa le vicomte de Bernard de La Fosse.
Joseph-Henri Girot ajouta à son nom celui de la terre et du château de Langlade dont il avait hérité après avoir été institué successeur de son beau-père par ordonnance du roi Louis XVIII. La famille Girot fut officiellement autorisée à ajouter à son nom celui de Langlade par décret impérial de 1863.

### Carrière
Licencié en droit le 18 fructidor an XIII, il entra dans la magistrature impériale, le 27 juillet 1808, comme juge-auditeur près la Cour impériale de Riom puis auditeur au conseil d'État le 2 août 1810.
Il fut nommé sous-préfet de Clermont-Ferrand le 4 janvier 1811 puis administrateur en Catalogne le 7 janvier 1812. Sous-préfet de Mortagne-au-Perche le 7 avril 1813, il eut le mérite d'éviter un conflit imminent entre les troupes françaises qui venaient d'évacuer Paris et les prisonniers de la bataille de Leipzig, et fut nommé, le  20 juillet 1814, sous-préfet de Clermont-Ferrand pour la seconde fois, poste où il resta jusqu'en 1816, et où il fut particulièrement regretté, ainsi qu'en témoigne un vote élogieux de la municipalité. C'est à cette fonction que le roi Louis XVIII le décora des insignes de chevalier de la Légion d'honneur. Il fut nommé à la sous-préfecture de Saint-Gaudens le 29 mars 1817 puis à celle d'Issoire, sa ville natale, le 5 février 1818. Durant son passage à la sous préfecture, il travailla à mettre la Limagne en relation avec le pays montagneux grâce à de nouvelles voies de communication, il permit également la prospérité de la station thermale du Mont-Dore. 
Il devint ensuite, le 6 septembre 1820, inspecteur général adjoint des forêts de la Couronne puis inspecteur général dans ce même service de la Maison du Roi sous le titre de chevalier Girot de Langlade. Le 12 juillet 1826, il fut également nommé administrateur des octrois de Paris (il est mentionné régisseur dans l'Almanach royal). Il était alors le second plus grand propriétaire foncier de la circonscription d'Issoire après Jean-Antoine Lecourt, dernier seigneur d'Hauterive. Il fut créé baron à titre personnel au cours de l'année 1827 avant d'hériter du titre de baron de Langlade à la mort de son beau-père.
Le 21 juin 1834, le 5e collège électoral du Puy-de-Dôme l'élut député par 123 voix contre 108 au général Simmer. Il siégea dans la majorité et pris la parole à de nombreuses reprises. Réélu de nouveau le 4 novembre 1837 par 189 voix contre 19 au même général Simmer, il ne prit part, durant cette législature, qu'à quelques discussions d'affaires. Il obtient sa réélection le 2 mars 1839, par 186 voix sur 263 votants, il réclama un nouvel abaissement des droits d'entrée sur les houilles anglaises, appuya le projet de loi qui allouait 23 millions à l'aménagement des voies fluviales et demanda que les routes fussent affranchies de tout droit de péage afin de favoriser le commerce intérieur. Son mandat législatif lui fut renouvelé, le 9 juillet 1842, par 198 voix sur 215 votants.
Le roi Louis Philippe l'éleva à la dignité de pair de France le 14 août 1845. Il prit alors place au sein de la Chambre haute du Parlement dans laquelle il s'éleva énergiquement contre le droit de visite et fut membre de diverses commissions de projets, comme pour le développement des chemins de fer en 1846, ou encore pour la création d'un hôpital militaire à Vichy en 1847. Le baron de Langlade fit enfin partie du conseil supérieur des établissements de bienfaisance ainsi que de la commission de surveillance de la Maison Royale de Charenton. 
La Révolution française de 1848 mit fin a son rôle politique national. Royaliste et partisan du comte de Chambord après la chute de la monarchie de Juillet, il resta à l'écart de la haute fonction publique sous les régimes suivants durant lesquels il ne travailla que pour sa région d'origine en tant que conseiller général du canton de Jumeaux (Puy-de-Dôme) entre 1852 et 1856.

## Titres
- Baron à titre personnel par lettres patentes du roi Charles X le 30 août 1827[3];
- Baron héréditaire de Langlade par ordonnance royale du 23 octobre 1834 (sur réversion du majorat et du titre de son beau père[7], Guillaume-Jean Favard de Langlade, baron de l'Empire en 1811 sous le nom de Langlade, confirmé baron de Langlade en 1816 sous la Restauration[8],[9],[10]).

## Fonctions
- Juge-auditeur près la cour d'appel de Riom (1808);
- Auditeur au conseil d'État (1810);
- Sous-préfet (1811-1820);
- Inspecteur général adjoint puis inspecteur général des forêts de la couronne (1820);
- Administrateur des octrois de Paris (1826);
- Député du Puy-de-Dôme (1834-1845);
- Pair de France (1845-1848);
- Conseiller général du Puy-de-Dôme (1852-1856).

## Décoration
- Chevalier de la Légion d'honneur le 7 octobre 1814.

## Armoiries
Écartelé : au I, d'azur, à trois étoiles d'or ; au II, de gueules, à une balance d'argent, nouée de sable ; au III, de gueules, à un cerf contourné d'argent, sur une terrasse du même ; au IV, d'azur, à un triangle d'or. Sur le tout, d'azur, au chevron d'or chargé de trois étoiles de gueules, accompagné en chef, à dextre d'un mât d'argent, en senestre d'une colombe du même, becquée, membrée et allumée de gueules, et en pointe d'une tête de cheval aussi d'argent. L'écu timbré d'une couronne de baron.